# Voodoo Dice
Voodoo Dice est un jeu vidéo d'action et de puzzle développé par Exkee et édité par Ubisoft, sorti en 2010 sur Windows, Wii, PlayStation Portable, PlayStation 3, Xbox 360 et iOS.

## Accueil
- GameSpot : 5,5/10 (Xbox 360)[1]
- Gamezebo : 3,5/5 (iOS)[2]
- IGN : 5/10 (PS3)[3]